# Goszczanów
Goszczanów è un comune rurale polacco del distretto di Sieradz, nel voivodato di Łódź.
Ricopre una superficie di 123,301 km² e nel 2004 contava 5 852 abitanti.